# Cuisine zambienne
La cuisine zambienne repose sur le maïs qui est mangé en épaisse bouillie, appelée « nshima ». Ce plat est fait à partir de farine de maïs. Dans certaines régions de la Zambie, le nshima  est fabriqué à partir de racines séchées de manioc, qui sont ensuite pilées puis tamisées en une farine, qui est fouettée dans l'eau chaude. Cette nshima n'a pratiquement  aucune valeur nutritive, mais est très commune dans les villages pauvres des régions du Nord-Ouest, du Nord et de Luapula en Zambie. Le nshima peut être consommé avec différents légumes, des haricots, de la viande, des insectes, du poisson ou du lait caillé en fonction des régions.
La cuisine zambienne comprend, par ailleurs, des plats tels que : 
- Le ifisashi[4], des épinards, feuilles de citrouille, de chou ou de patate douce hachés et cuits à la tomate et à l'oignon.
- Le chinaka[5]. Le chinaka est un tubercule qui est cuit avec de la poudre d'arachide et des épices.

## Produits
Les types de relish consommés avec du nshima peuvent être très simples, comme le chibwabwa ou les feuilles de citrouille. Les autres noms du relish sont katapa, kalembula et tente. Le relish à base de légumes verts est généralement connu sous le nom de delele ou thelele. Une façon unique de créer du relish repose sur la cuisson avec du chidulo et du kutendela. Le chidulo est utilisé dans les plats à base de légumes verts à feuilles et également pour les champignons sauvages. Le chidulo est fait de feuilles de bananier séchées et brûlées, de tiges de haricots ou de tiges et de feuilles de maïs. Les cendres sont ensuite récupérées, ajoutées à de l'eau et filtrées. Le liquide obtenu a le goût du vinaigre. Le kutendela est une poudre d'arachide préparée à base d'arachides crues pilées et ajoutée à la sauce chidulo.

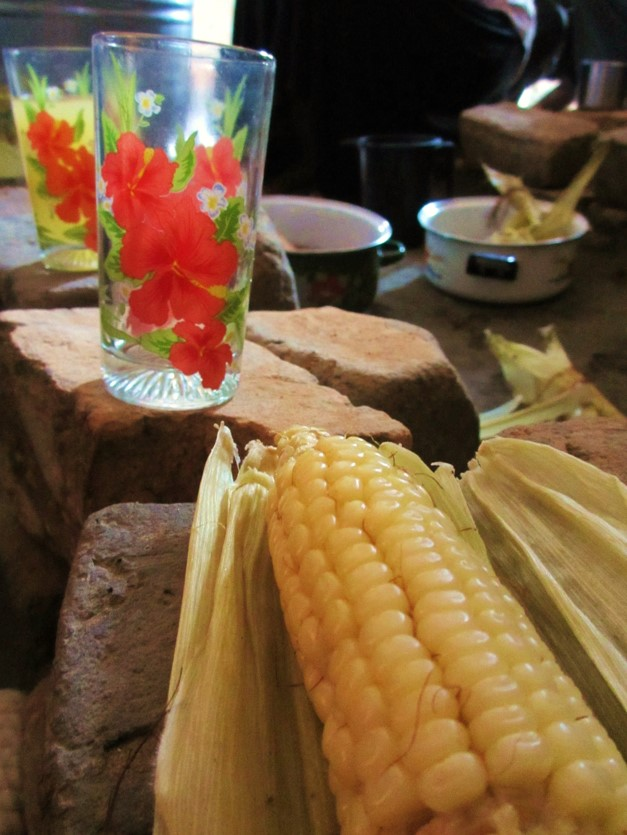
Maïs
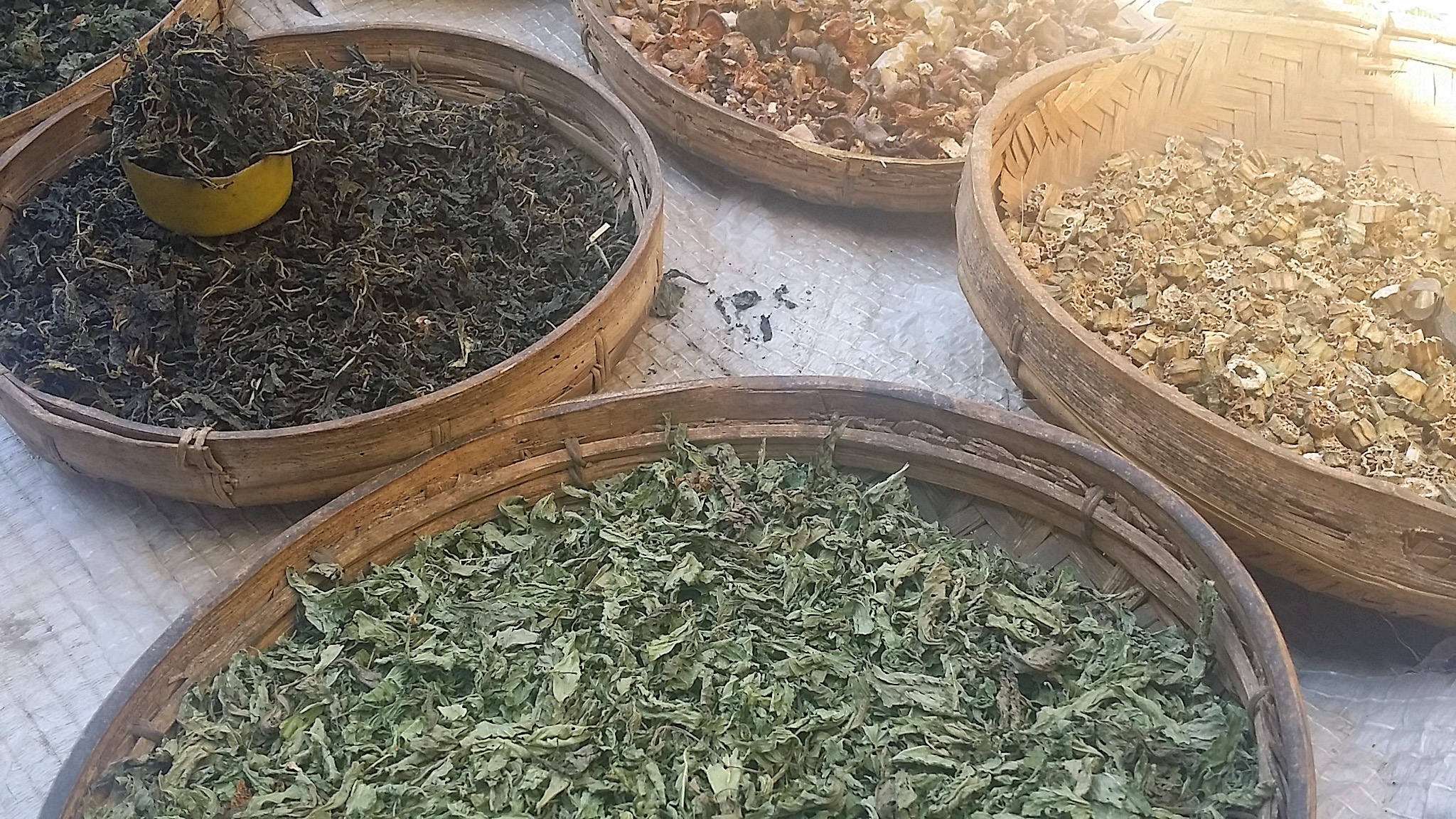
Légumes séchés utilisés notamment pour l'ifisashi
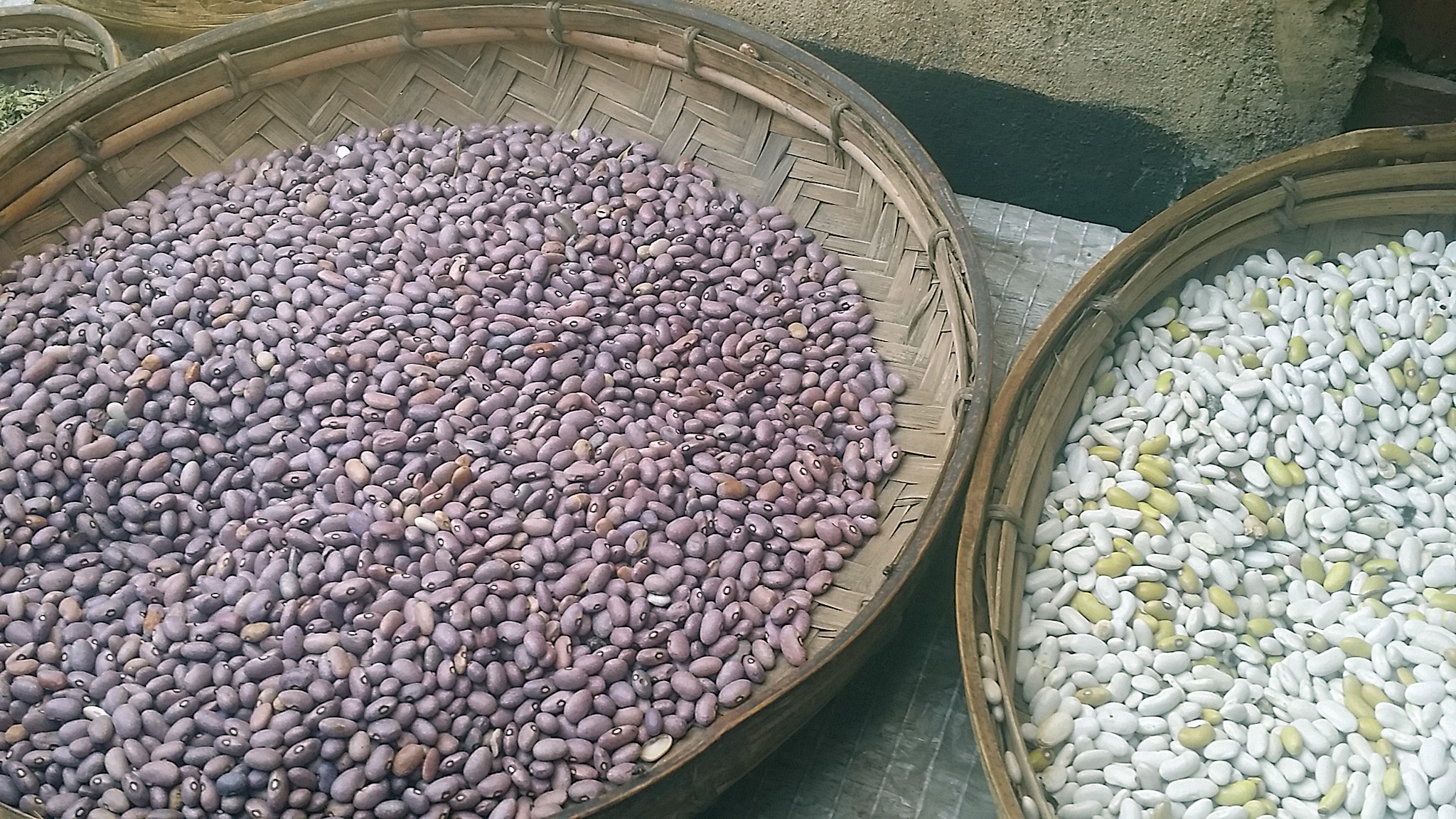
Haricots secs (Kabulangeti et Lusaka)
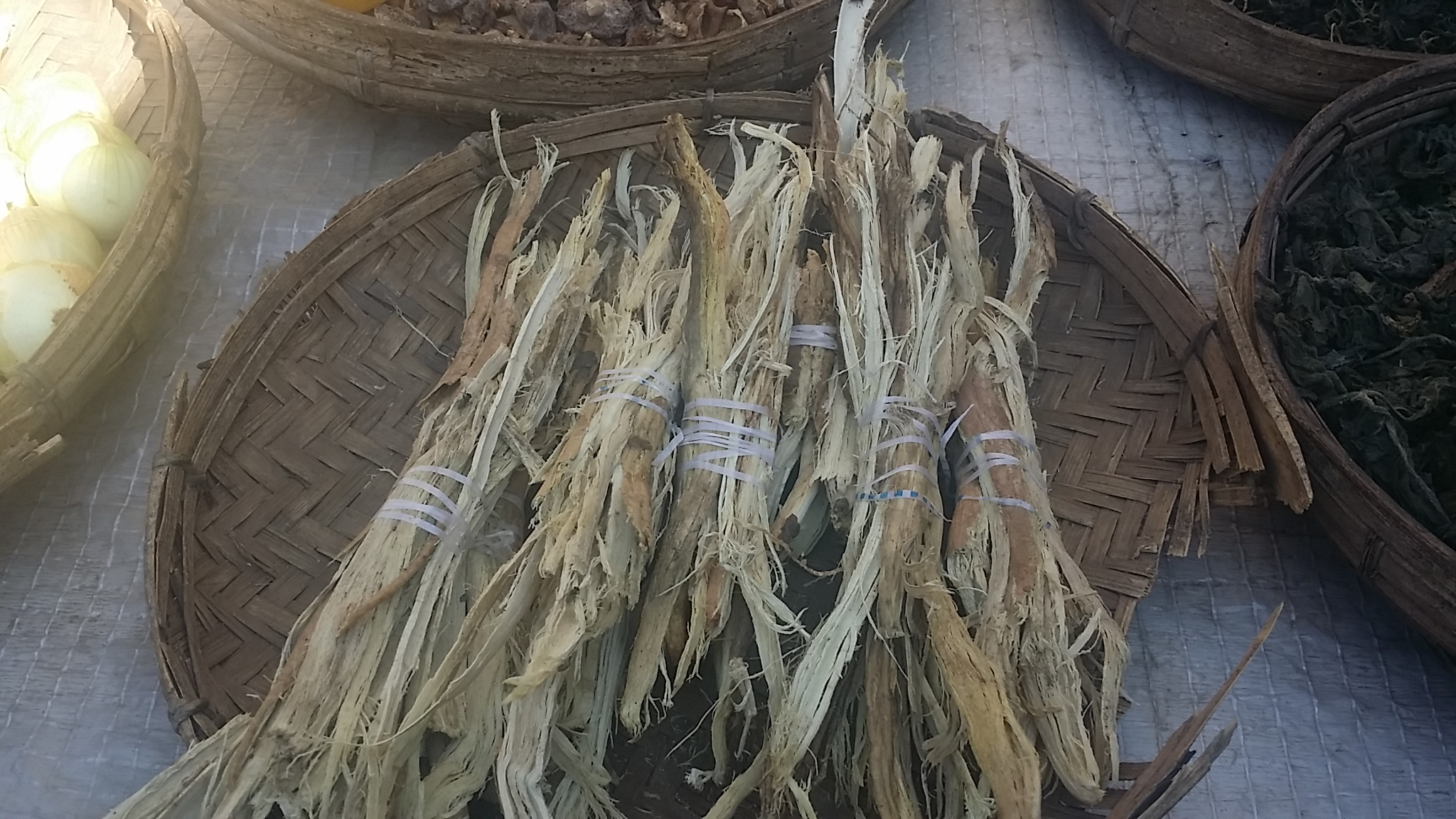
Racines pour préparer une boisson locale (munkoyo)
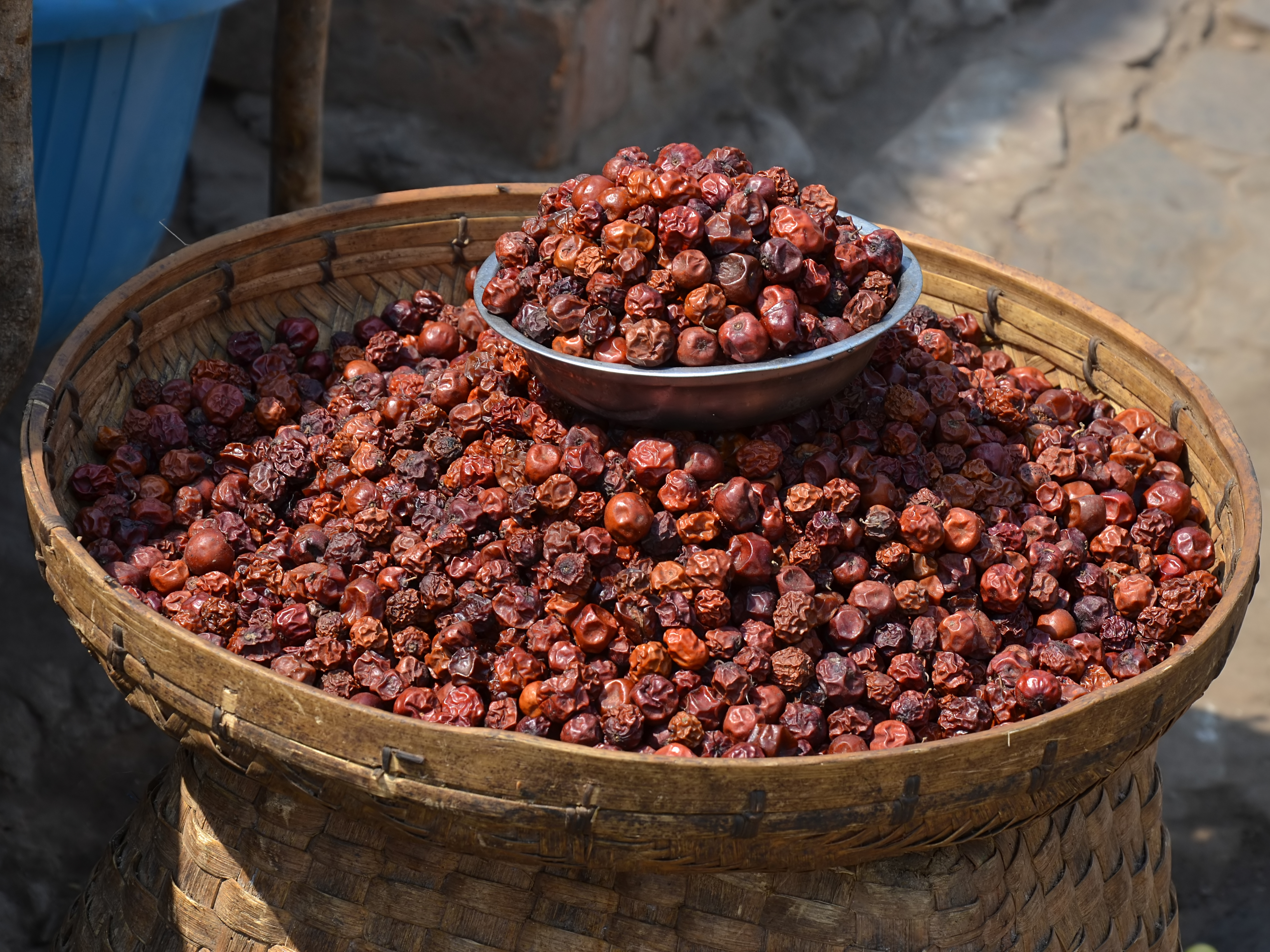
Fruits secs (Ziziphus mauritiana)

## Sélection de plats
L'ifisashi est un autre plat courant en Zambie. Il s'agit d'un ragoût à base de légumes verts et d'arachides, servi avec du nshima. L'ifisashi peut être végétarien ou on peut y ajouter de la viande cuite. Le samp est également consommé en Zambie.
Le kapenta, une petite sardine du lac Tanganyika, a été introduit dans les lacs de Zambie. Le poisson est pêché et séché pour être cuit ultérieurement, ou il peut être cuisiné frais. Les gésiers sont également un mets populaire en Zambie.

On consomme également divers insectes, notamment les punaises puantes et les vers mopani.

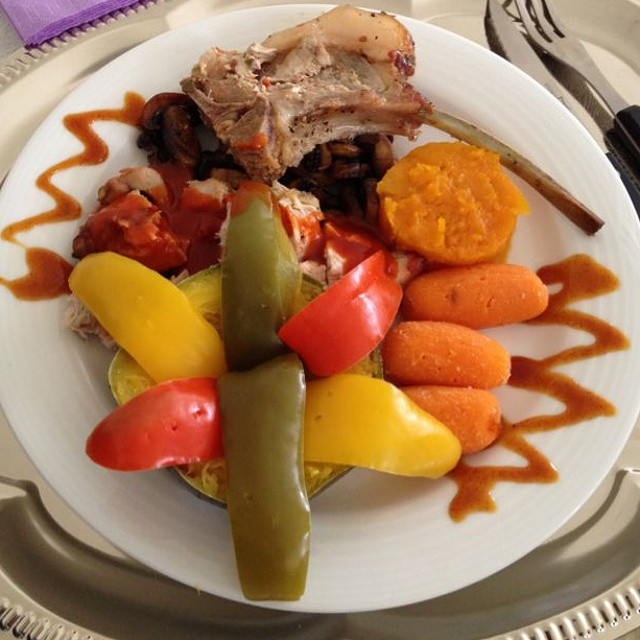
Salade de poulet aux légumes
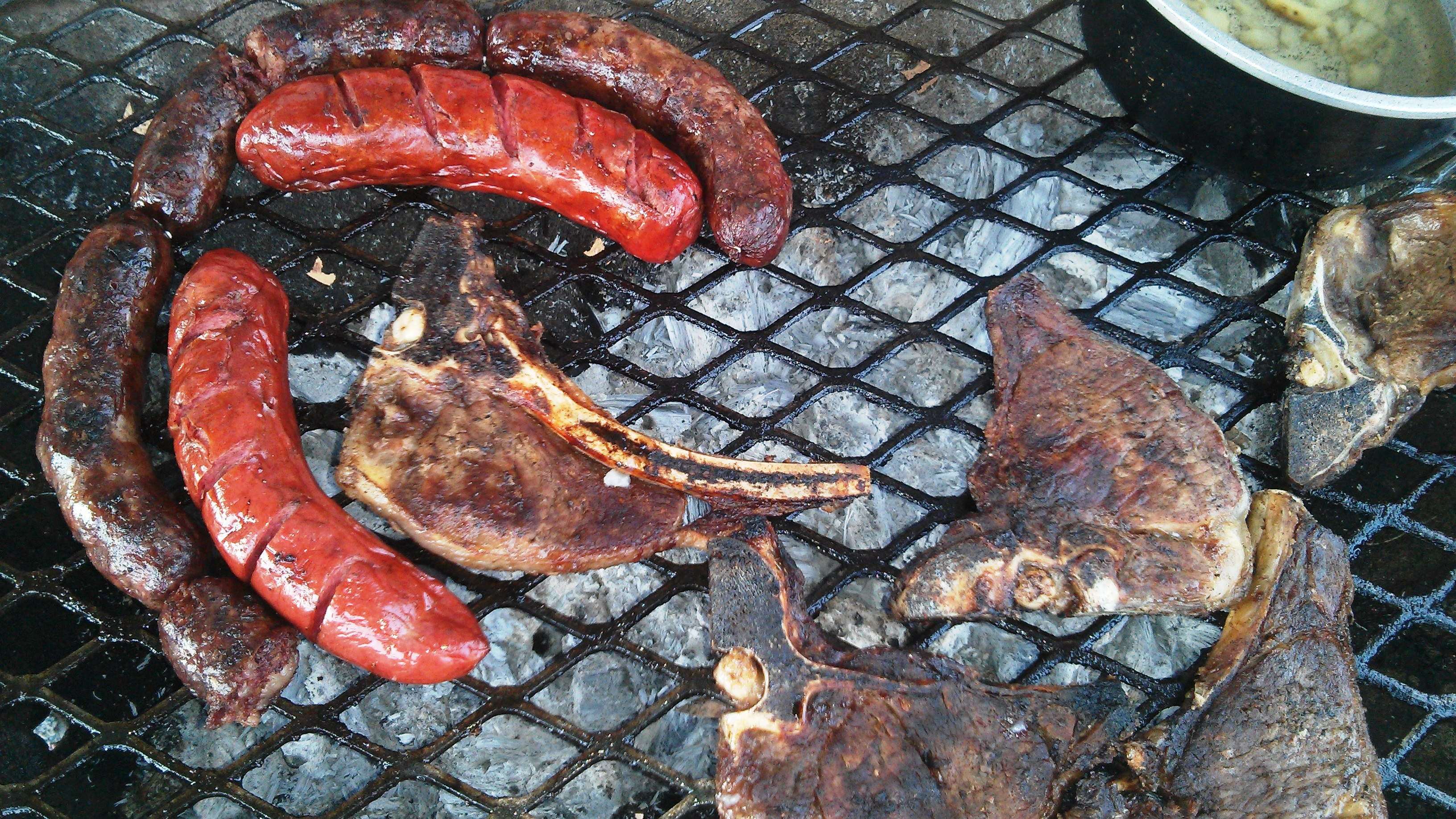
Braai zambien
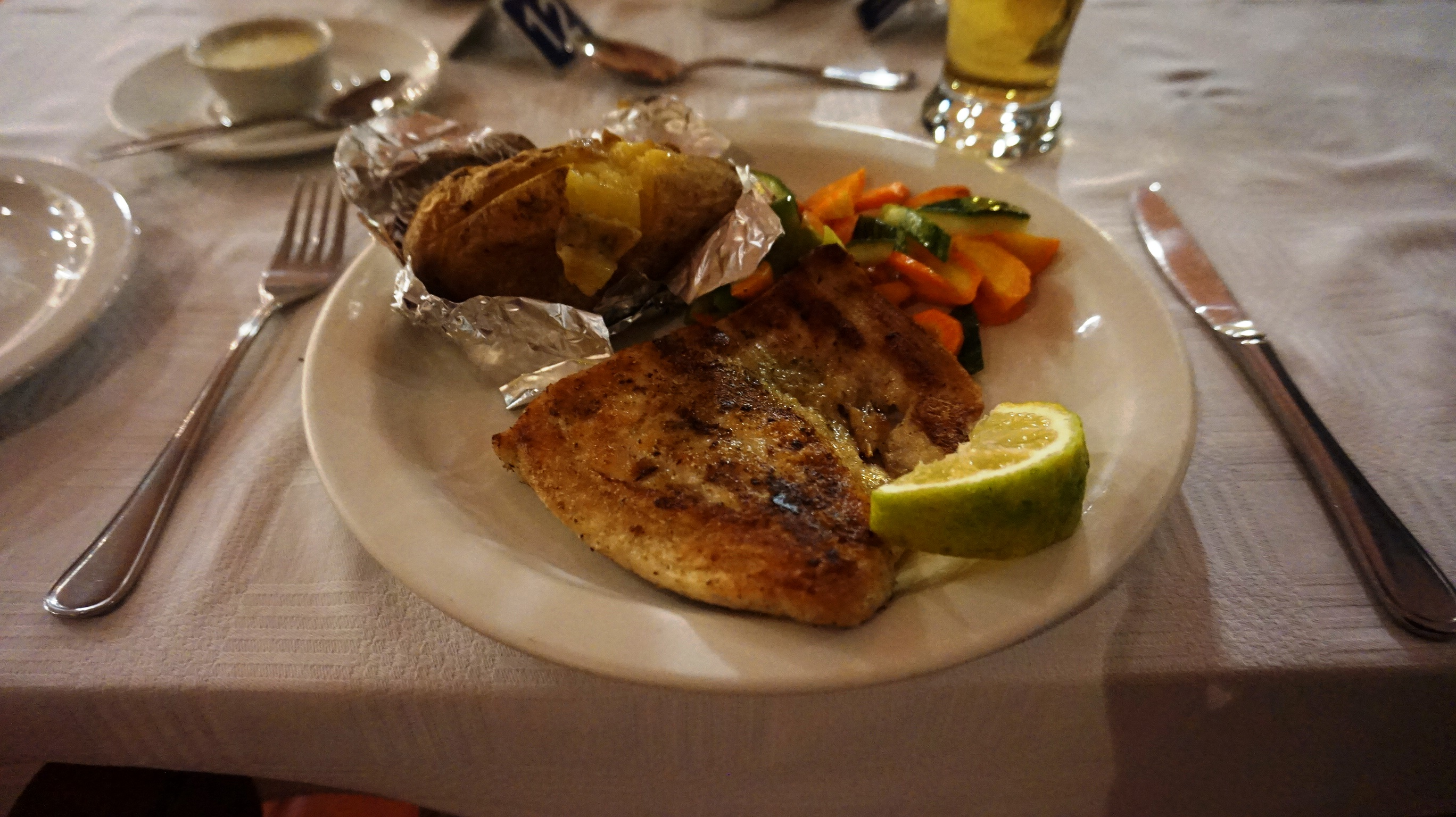
Perche du Nil
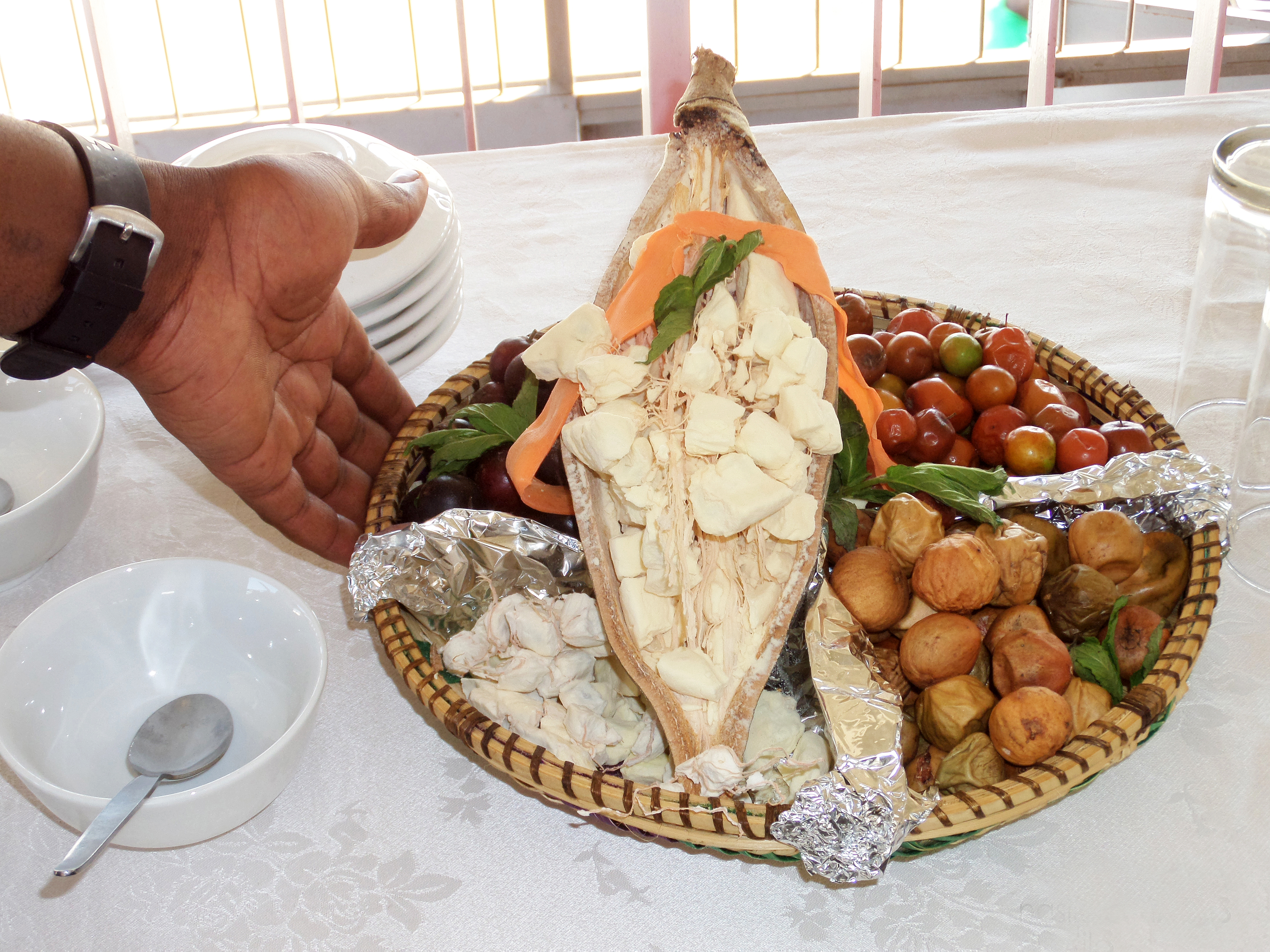
Assortiment de fruits

## Cuisine de rue

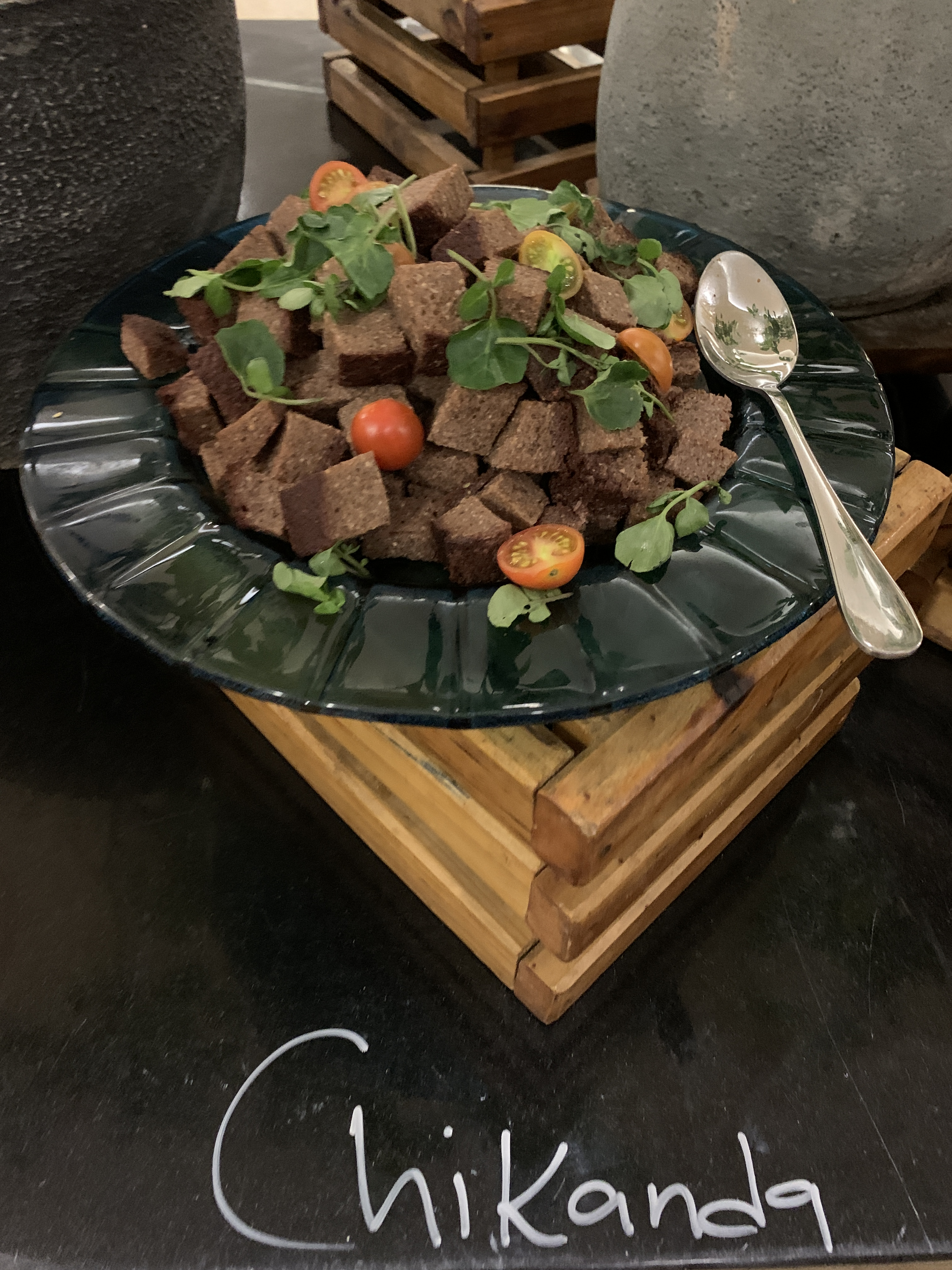
Le Chikanda

Le Tute Ne Mbalala (manioc aux arachides) est un plat de rue zambien qui rehausse son goût grâce à une touche fumée et noisetée. Cet en-cas allie la texture féculente du manioc à la richesse des arachides, ce qui en fait un en-cas idéal à emporter. Les samoussas sont un mets frits très apprécié en Zambie. Originaires d'Inde, ils sont devenus un en-cas très apprécié. Reconnaissables à leur forme triangulaire, ils sont garnis d'une savoureuse garniture de viande hachée et de légumes épicés comme des carottes et des pommes de terre.
Le Vitumbuwa (puff-puff) est un plat courant en Zambie et dans de nombreux pays africains, vendu par les vendeurs ambulants et sur les marchés. Préparées à partir de pâte à base de farine de blé, ces boulettes dorées et frites sont une gourmandise économique, souvent trouvée aux arrêts de bus et dans les écoles, et accompagnent parfaitement le thé, le café ou les jus de fruits.
Le chikanda (Polony africain) est un autre plat zambien unique, suffisamment polyvalent pour être dégusté comme collation, dessert, accompagnement ou même plat principal, originaire de la tribu Bemba du nord-est de la Zambie. Il est fabriqué à partir de tubercules d'orchidées séchés et moulus mélangés à des cacahuètes et du piment. Il a une texture charnue, ce qui lui vaut le surnom de «Polony africain».

## Boissons
Le Thobwa est une boisson traditionnelle zambienne, réputée pour sa teneur en glucides. Bien que populaire dans toute l'Afrique et qu'on pense qu'il en soit originaire, il est particulièrement apprécié dans les régions orientales de la Zambie. Préparé à partir d'ingrédients simples comme du sucre, de l'eau et de la farine de mil ou de sorgho, le Thobwa est non seulement un choix rafraîchissant, mais aussi une option courante pour le petit-déjeuner énergisant. Il peut être dégusté chaud ou froid.
Le Munkoyo est une autre boisson indigène zambienne, élaborée à partir de racines de munkoyo et de farine de maïs. Les racines sont un ingrédient clé de nombreuses boissons nutritionnelles zambiennes. Sa préparation consiste à épaissir la farine de maïs avec de l'eau bouillante, à ajouter des racines de munkoyo, puis à laisser fermenter le mélange toute la nuit. Une fermentation supplémentaire suit après avoir retiré les racines, ce qui donne une boisson qui se marie parfaitement avec de la viande ou du poisson, ou qui se consomme seule comme un rafraîchissement satisfaisant.
Le Maheu est une boisson appréciée en Zambie, proche du Thobwa, mais qui se distingue par sa base de farine de maïs. Ce mélange de farine de maïs, d'eau et de sucre fermente pendant plusieurs jours pour créer une boisson acidulée et sans alcool. Le profil acidulé de Maheu résulte de sa fermentation naturelle, offrant une expérience gustative sans conservateur. Servie fraîche, elle se distingue comme l'une des nombreuses boissons naturelles disponibles en Zambie.

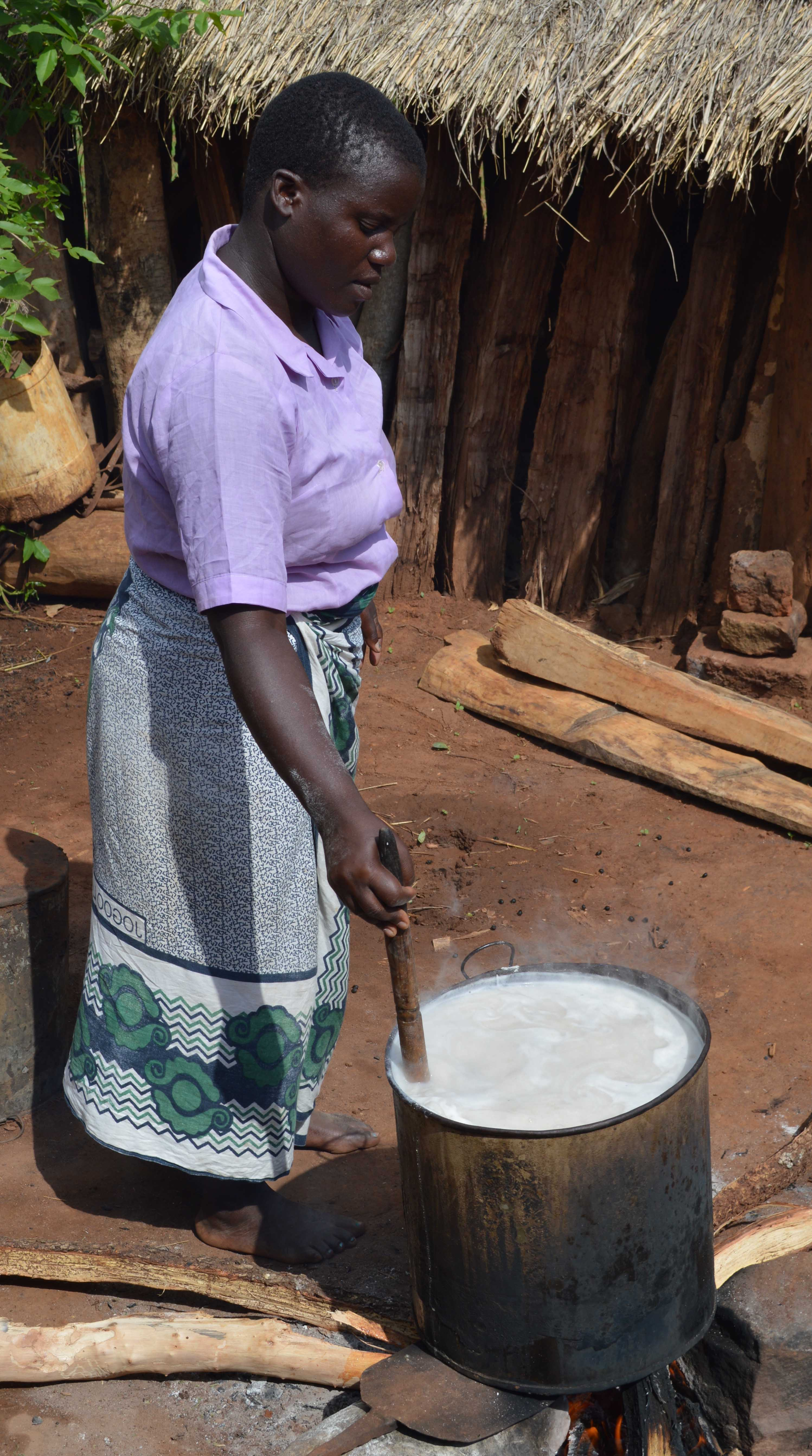
Fabrication de thobwa
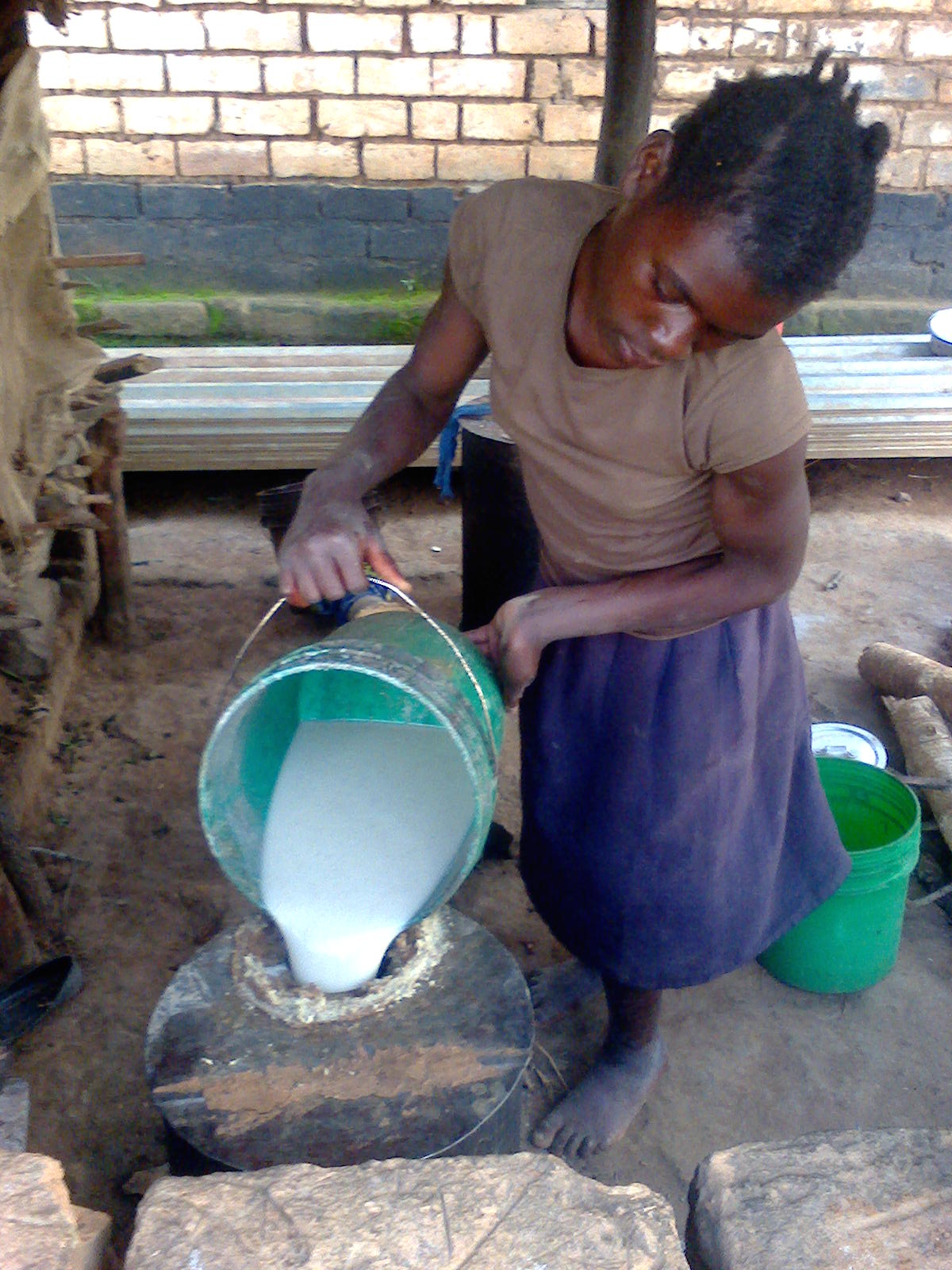
Fabrication de Munkoyo
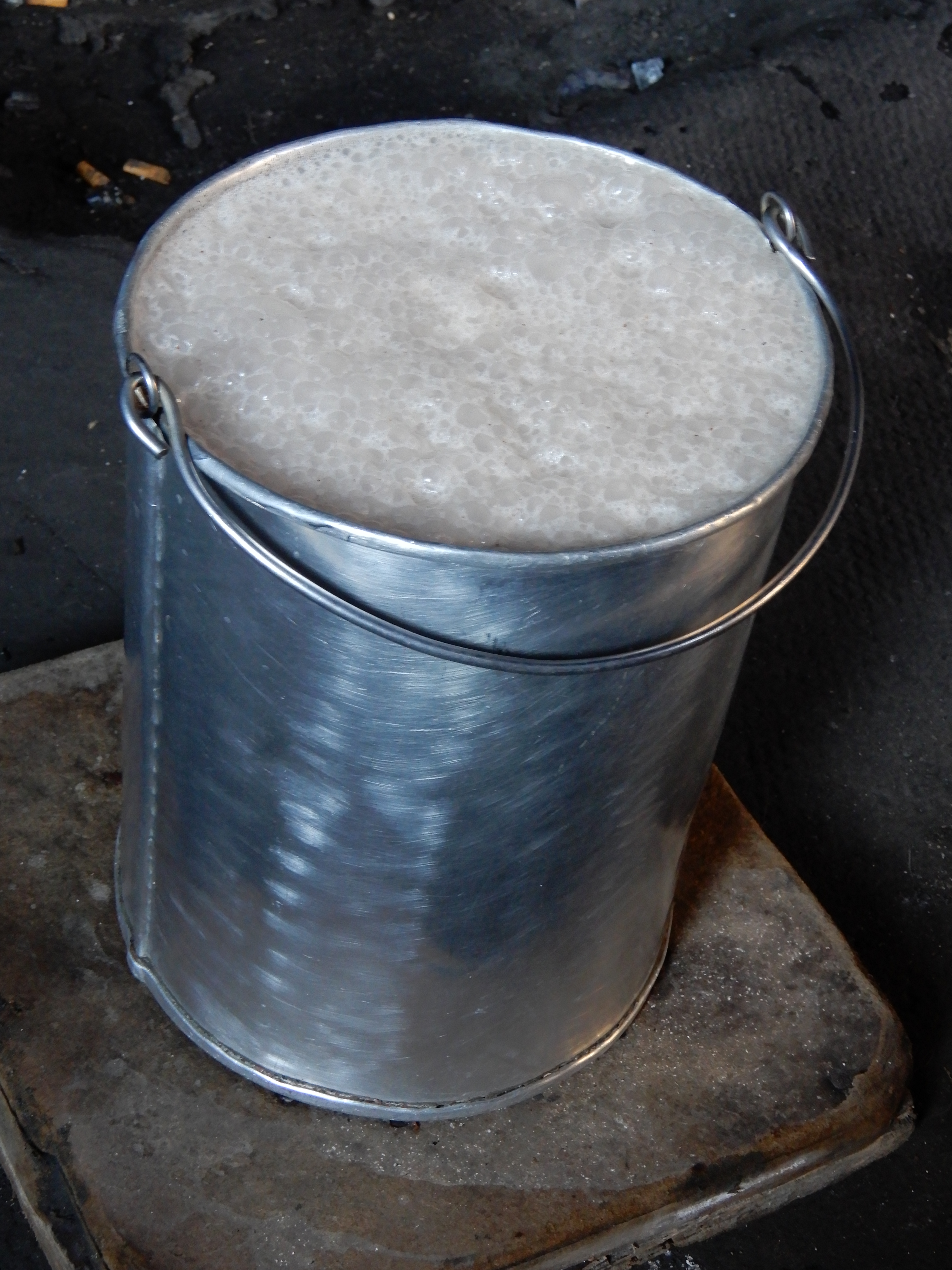
Bière traditionnelle fabriquée à partir de maïs
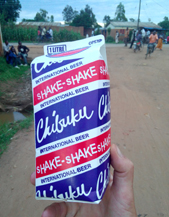
Marque de bière Chibuku

### Alcool
En Zambie, la bière traditionnelle est fabriquée à partir de maïs. Autrefois, les villages brassaient leurs propres recettes et la partageaient en commun. La bière de maïs est également brassée commercialement à Lusaka, les marques Chibuku et Shake-Shake étant populaires. D'autres bières populaires incluent la Mosi et la Rhino. Le premier festival de la bière zambien a eu lieu le 25 septembre 2009 au Barclays Sports Complex de Lusaka.